# Grez-Neuville
Grez-Neuville är en kommun i departementet Maine-et-Loire i regionen Pays de la Loire i nordvästra Frankrike. Kommunen ligger i kantonen Le Lion-d'Angers som tillhör arrondissementet Segré. År 2022 hade Grez-Neuville 1 437 invånare.

## Befolkningsutveckling
Antalet invånare i kommunen Grez-Neuville
| Referens: INSEE |